# 韓邦慶
韓 邦慶（かん ほうけい、Hán Bāngqìng、1856年 - 1894年）は、清末の小説家・ジャーナリスト。幼名:寄、字:子雲、号:太仙。
江蘇省松江府（現・上海市）の出身。父の仕事の都合で幼少時より北京に住み、科挙に挑戦した。童試に及第して生員となったものの、郷試に中々合格できず、35歳の時に受験を断念。上海に戻って、清朝最大の新聞『申報』に論説を投稿するようになった。1892年、個人雑誌『海上奇書』を創刊し、章回小説・長編小説『海上花列伝』を15期にわたって連載した。
しかし、1894年に『海上花列伝』の単行本が出版された直後、数え39歳で病死した。著作は他に文語による短編小説集『太仙漫稿』がある。

## 代表的な著作
- 『海上花列伝』
- 『太仙漫稿』